# Alpioniscus magnus
Alpioniscus magnus là một loài chân đều trong họ Trichoniscidae. Loài này được Frankenberger miêu tả khoa học năm 1938.